# Coffea racemosa
Coffea racemosa é uma espécie de angiosperma  da família Rubiaceae. Tem níveis naturalmente baixos de cafeína, menos da metade do encontrado no Coffea arabica, e um quarto do Coffea canephora. É endêmica do cinturão florestal costeiro entre o norte de KwaZulu-Natal na África do Sul e Zimbábue, encontrado em uma área inferior a 150 km2 (58 sq mi)   de tamanho. Foi amplamente cultivada pelos portugueses durante os anos 1960-1970 em Moçambique, atualmente existem apenas duas plantações na Ilha do Ibo e em Hluhluwe, que permanecem.
Coffea racemosa é um arbusto de ramificação aberta ou pequena árvore que cresce até 3.5 m (11 ft) de altura. Possui flores singulares brancas a rosadas com cerca de 2 cm (1 in) de diâmetro ou em cachos com poucas flores ao longo dos ramos, que florescem entre setembro e fevereiro. A fruta é de forma quase esférica e roxa à preta quando madura. A fruta é colhida na natureza para uso local como café. Os grãos são um terço do tamanho dos grãos arábica. Os grãos são torrados e moídos até virarem pó e depois são usados para fazer café. O sal às vezes é polvilhado sobre eles enquanto são assados.

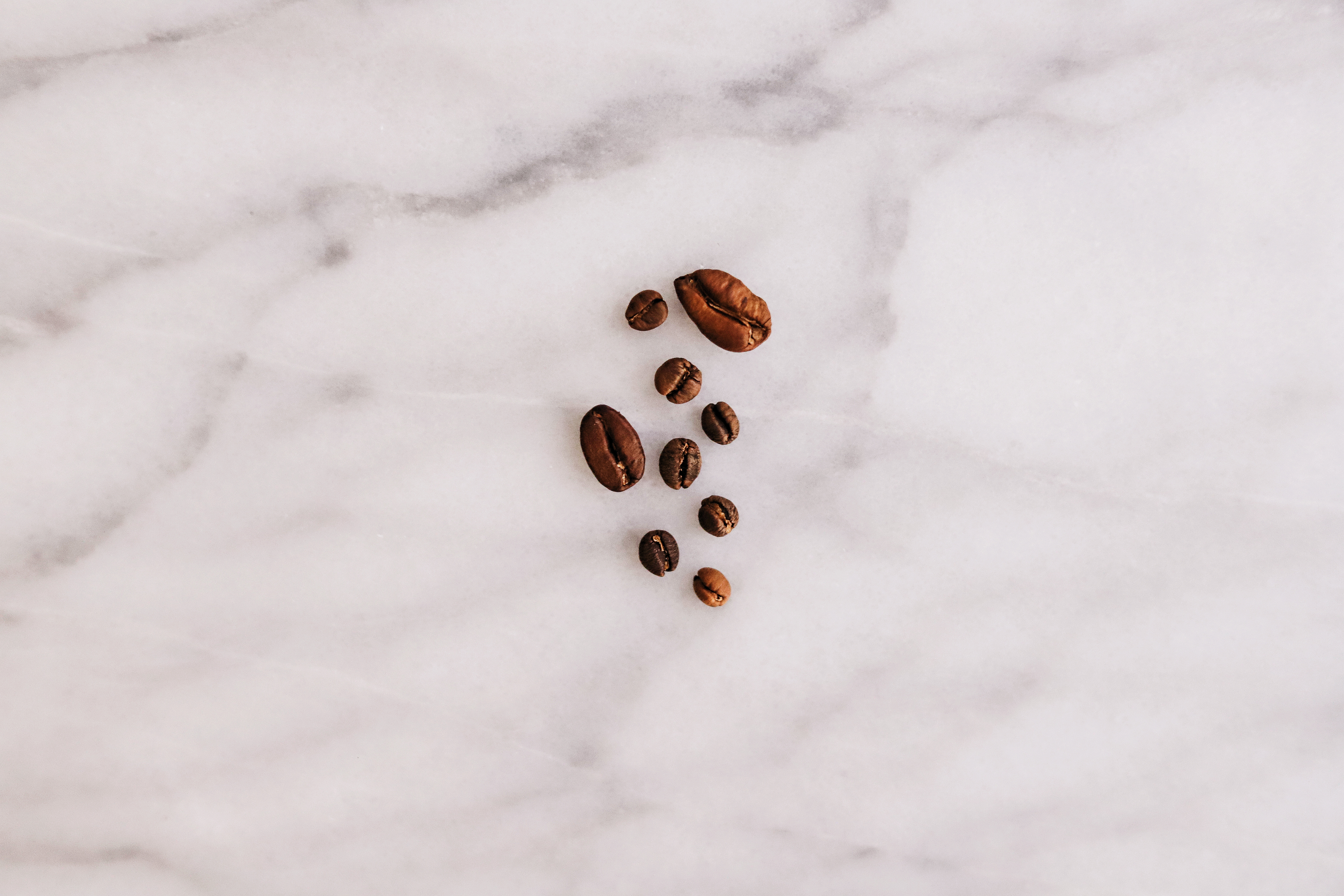
Uma comparação visual dos grãos de C. racemosa, C. liberica e C. arabica.